# マイケル・マーカス

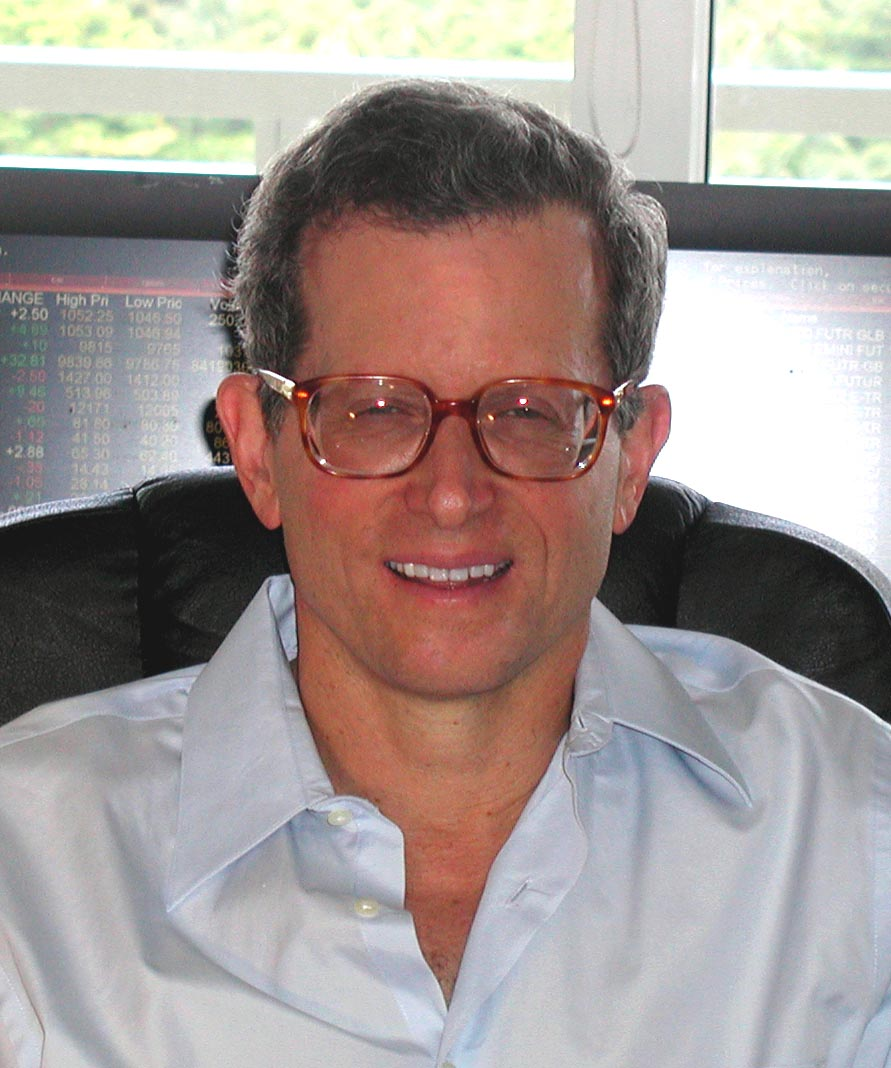
マイケル・マーカス

マイケル・マーカス（Michael Marcus）は、アメリカの商品先物・債券・株式トレーダー。
10数年の間に、30,000 ドルの資金を、8000万ドルに増やした記録を持つ。

## 概要
アナリストとして勤務するかたわら、エド・スィコータに師事し、マネー・マネジメントについて学ぶ。
後に、コモディティズ・コーポレーションに勤務し副社長となる。
コモディティズ・コーポレーションにおいてブルース・コフナーをアシスタントとして雇い、トレーディングについて指導した。

## 人物
彼は一時期、マハリシ・マヘーシュ・ヨーギーの敬けんな信者であった。

## 学歴
1969年、ジョンズ・ホプキンズ大学を首席に近い成績で卒業し、Phi Beta Kappa Society（全米最古の終身制学生会）のメンバーとなる。
クラーク大学大学院で心理学を学ぶも、1970年12月、中退。

## 来歴
- 大学院在学中、友人に誘われトレードを始める。
- 1970年12月、大学院をやめ、ニューヨーク25番街へ転居。トレードに専念するが、トウモロコシの先物取引で失敗し資金を失う。
- レイノルズ証券のアナリストとして就職。
- 1971年10月、エド・スィコータと出会い彼の会社へ転職。
- 1972年、マーカスはベニア材木の先物に700ドルを投じ、取引を再開。
- ニクソンが、木材などの商品の価格凍結に踏み切ったものの、先物価格は跳ね上るという事件が起きたのと同時期のことであった。
- 1974年、コモディティズ・コーポレーションにて取引を始め、当初与えられた30,000ドルの資金を、8000万ドルに増やした。